# Raión de Navlia
El raión de Navlia (ruso: На́влинский райо́н) es un distrito administrativo y municipal (raión) ruso perteneciente a la óblast de Briansk. Se ubica en el este de la óblast. Su capital es Navlia.
En 2021, el raión tenía una población de 26 152 habitantes.
El raión es limítrofe al este con la óblast de Oriol.

## Subdivisiones
Comprende los asentamientos de tipo urbano de Navlia (la capital) y Altujovo y los asentamientos rurales de Aléshinka, Biakovo, Sineziorski y Chichkovo. Estas seis entidades locales suman un total de 84 localidades.